# Jakob Colyn
Jakob Colyn var en nederländsk konsthantverkare verksam i Utrecht.
År 1543 startade han en verkstad i Utrecht, möjligen hade han innan dess studerat i Rom. 1543-1546 dekorerade han en kamin, tillverkade ett domarskrank och stolar för Kampens rådhus, de första exemplen på groteskornamentik i inredningarna i Nordeuropa.